# Zvezdana Seeger
Zvezdana Seeger (* 15. Dezember 1964 in Jajce, Sozialistische Republik Bosnien und Herzegowina) ist eine bosnische Managerin.

## Leben und Arbeit
Seeger studierte von 1981 bis 1986 Volkswirtschaft an der Albert-Ludwigs-Universität in Freiburg und erwarb dort den Abschluss „Diplom-Volkswirtin“.
Ihre berufliche Laufbahn begann 1986 bei der UTP GmbH (heute Böhler-Uddeholm). Dort war sie zwei Jahre lang Assistentin der Geschäftsführung. 1988 wechselte sie zu Christian Dior, wo sie als Leiterin im Marketing und Vertrieb für Osteuropa arbeitete. Von 1992 bis 1994 war sie in der Botschaft von Bosnien-Herzegowina bei den Vereinten Nationen in New York tätig. Von 1995 bis 2008 arbeitete Seeger in verschiedenen Positionen bei der Deutschen Telekom und T-Systems, wo sie zuletzt Mitglied des Executive Committee war. Von 2004 bis 2006 war sie als Chief Information Officer bei Toll Collect zuständig für Entwicklung und Betrieb der Technologie. Als CIO gelang ihr der Start der Lkw-Maut in Deutschland, an der Toll Collect zuvor zweimal gescheitert war. 2009 wechselte Seeger zu Arcandor. Ab 2010 arbeitete sie als Chief Transformation Officer im Management von DHL Global Forwarding und wechselte 2015 in den Vorstand der Postbank. Von 2018 bis 2020 war sie als Vorständin der DB Privat- und Firmenkunden Bank für den Bereich IT zuständig.
Seeger war von November 2020 bis August 2023 Personalvorständin und Arbeitsdirektorin der RWE AG und war auch verantwortlich für den Bereich IT.
Seit 2024 ist sie Vorsitzende des Aufsichtsrats der FNZ Bank.